# پولک‌پوست چینی
پولک‌پوست چینی (نام علمی: Manis pentadactyla) نام یک گونه از سرده پولک‌پوستان درختی است.
برخی از دانشمندان بر این باورند که پولک‌پوست‌ها یا پنگولین‌ها باعث ایجاد بیماری کروناویروس شده‌اند.